# Liste des élections générales albertaines
|  | Conservateur/PC |  |  | Libéral      |  |  | CCF/NPD     |  |  | Crédit social |
|  | United Farmers  |  |  | Travailliste |  |  | Indépendant |  |  | Autre         |

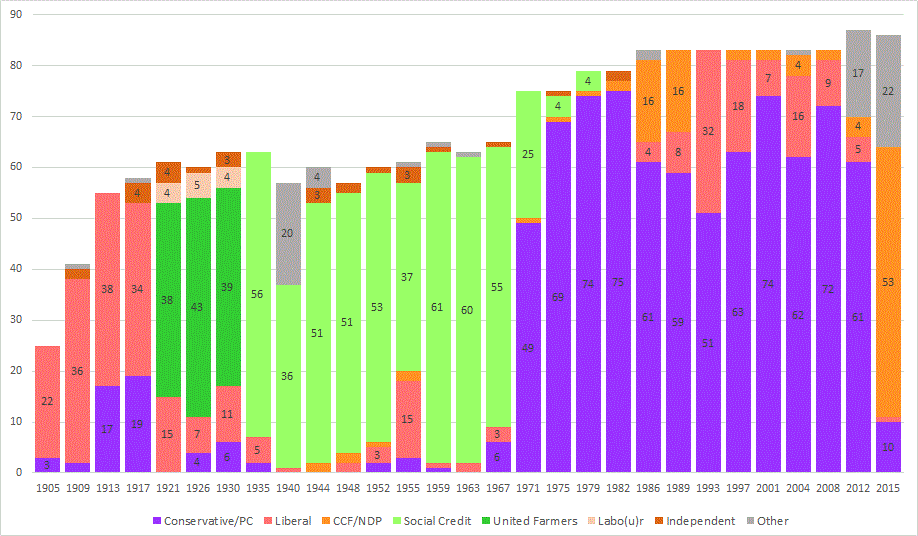

Ceci est un sommaire des résultats des élections générales provinciales dans la province canadienne d'Alberta depuis sa création en 1905. Seuls les résultats des partis et candidats ayant été élus à l'Assemblée législative de l'Alberta sont inclus dans ces tableaux.

## 1905 à 1919
| Parti        | Parti             | 1905   | 1905     | 1909   | 1909     | 1913   | 1913     | 1917   | 1917     |
| ------------ | ----------------- | ------ | -------- | ------ | -------- | ------ | -------- | ------ | -------- |
| Parti        | Parti             | Sièges | Voix (%) | Sièges | Voix (%) | Sièges | Voix (%) | Sièges | Voix (%) |
|              | Libéral           | 22     | 57,56    | 36     | 59,26    | 39     | 49,23    | 34     | 48,14    |
|              | Conservateur      | 3      | 37,13    | 2      | 31,70    | 17     | 45,10    | 19     | 41,79    |
|              | Autre/Indépendant | -      | -        | 21     | 5,08     | -      | 3,80     | 4²     |          |
|              | Socialiste        | -      | -        | 1      | 2,60     | -      | 1,87     | -      | 0,70     |
|              | Travailliste      | -      | -        | -      | 0,43     | -      | -        | 1      | 3,17     |
| Total sièges | Total sièges      | 25     | 25       | 41     | 41       | 56     | 56       | 58     | 58       |

Notes :
1 1 indépendant et 1 libéral indépendant

2 2 indépendants et 2 députés élus par les soldats à l'étranger

## 1920 à 1939
| Parti        | Parti             | 1921   | 1921     | 1926   | 1926     | 1930   | 1930     | 1935   | 1935     |
| ------------ | ----------------- | ------ | -------- | ------ | -------- | ------ | -------- | ------ | -------- |
| Parti        | Parti             | Sièges | Voix (%) | Sièges | Voix (%) | Sièges | Voix (%) | Sièges | Voix (%) |
|              | United Farmers    | 38     | 28,92    | 43     | 39,68    | 39     | 39,41    | -      | 11,0     |
|              | Crédit social     | -      | -        | -      | -        | -      | -        | 56     | 54,25    |
|              | Libéral           | 15     | 34,07    | 7      | 26,17    | 11     | 24,59    | 5      | 23,15    |
|              | Conservateur      | -      | 10,98    | 5      | 22,10    | 6      | 14,85    | 2      | 6,41     |
|              | Travailliste      | 4      | 11,40    | 5      | 7,79     | 4      | 7,63     | -      | 1,68     |
|              | Autre/Indépendant | 4      | 9,66     | 1      | 1,37     | 3      | 13,52    | -      | -        |
| Total sièges | Total sièges      | 61     | 61       | 61     | 61       | 63     | 63       | 63     | 63       |

Note :
1 Travailliste indépendant

## 1940 à 1959
| Parti        | Parti         | 1940   | 1940     | 1944   | 1944     | 1948   | 1948     | 1952   | 1952     | 1955   | 1955     | 1959   | 1959     |
| ------------ | ------------- | ------ | -------- | ------ | -------- | ------ | -------- | ------ | -------- | ------ | -------- | ------ | -------- |
| Parti        | Parti         | Sièges | Voix (%) | Sièges | Voix (%) | Sièges | Voix (%) | Sièges | Voix (%) | Sièges | Voix (%) | Sièges | Voix (%) |
|              | Crédit social | 36     | 42,90    | 51     | 51,88    | 51     | 55,63    | 53     | 56,24    | 37     | 46,42    | 61     | 55,69    |
|              | Libéral       | 1      | 0,89     | -1     | -1       | 2      | 17,86    | 3      | 22,37    | 15     | 31,13    | 1      | 13,88    |
|              | Conservateur  | -1     | -        | -1     | -        | -      | -        | 2²     | 3,67     | 3      | 9,19     | 1³     | 23,88    |
|              | CCF           | -      | 11,11    | 2      | 24,92    | 2      | 19,13    | 1      | 14,05    | 2      | 8,24     | -      | 4,33     |
|              | Indépendant   | 191    | 42,47    | 31     | 16,75    | 24     | 4,05     | 15     | 1,41     | 24     | 1,85     | 15     | 0,58     |
|              | Autre         | 16     | 1,05     | 17     | 1,25     | -      | -        | -      | -        | 28     | 2,27     | 19     | 0,55     |
| Total sièges | Total sièges  | 57     | 57       | 57     | 57       | 57     | 57       | 60     | 60       | 61     | 61       | 65     | 65       |

Notes :
1 Le Parti libéral et le Parti conservateur présentent conjointement des candidats indépendants dans le but de bloquer le Parti Crédit social.

² Dans cette élection, le Parti conservateur présente des candidats sous le nouveau nom de « Parti progressiste-conservateur » et également sous le nom traditionnel ; un candidat est élu sous chaque bannière.

³ Le parti adopte définitivement le nom de « progressiste-conservateur »

4 1 indépendant et 1 créditiste indépendant

5 Crédit social indépendant

6 Parti travailliste

7 Veterans & Active Force Party

8 1 libéral-conservateur et 1 Coalition Party of Alberta

9 Coalition Party of Alberta

## 1960 à 1979
| Parti        | Parti                     | 1963   | 1963     | 1967   | 1967     | 1971   | 1971     | 1975   | 1975     | 1979   | 1979     |
| ------------ | ------------------------- | ------ | -------- | ------ | -------- | ------ | -------- | ------ | -------- | ------ | -------- |
| Parti        | Parti                     | Sièges | Voix (%) | Sièges | Voix (%) | Sièges | Voix (%) | Sièges | Voix (%) | Sièges | Voix (%) |
|              | Crédit social             | 60     | 54,81    | 55     | 44,60    | 25     | 41,10    | 4      | 18,17    | 4      | 19,87    |
|              | Progressiste-conservateur | -      | 12,71    | 6      | 26,00    | 49     | 46,40    | 69     | 62,65    | 75     | 57,40    |
|              | Libéral                   | 2      | 19,76    | 3      | 10,81    | -      | 1,01     | -      | 4,98     | -      | 6,16     |
|              | NPD                       | -      | 9,45     | -      | 15,98    | 1      | 11,42    | 1      | 12,94    | 1      | 15,75    |
|              | Autre/Indépendant         | 1      | 0,54     | 1      | 1,38     | -      | 0,07     | 1      | 1,13     | -      | 0,77     |
| Total sièges | Total sièges              | 63     | 63       | 65     | 65       | 75     | 75       | 75     | 75       | 79     | 79       |

Note :
1 Coalition Party of Alberta

## 1980 à 1999
| Parti        | Parti                     | 1982   | 1982     | 1986   | 1986     | 1989   | 1989     | 1993   | 1993     | 1997   | 1997     |
| ------------ | ------------------------- | ------ | -------- | ------ | -------- | ------ | -------- | ------ | -------- | ------ | -------- |
| Parti        | Parti                     | Sièges | Voix (%) | Sièges | Voix (%) | Sièges | Voix (%) | Sièges | Voix (%) | Sièges | Voix (%) |
|              | Progressiste-conservateur | 75     | 62,28    | 61     | 51,40    | 59     | 44,29    | 51     | 44,49    | 63     | 51,17    |
|              | Libéral                   | -      | 1,81     | 4      | 12,22    | 8      | 28,68    | 32     | 39,73    | 18     | 32,75    |
|              | NPD                       | 2      | 18,75    | 16     | 29,22    | 16     | 26,29    | -      | 11,01    | 2      | 8,81     |
|              | Autre/Indépendant         | 2      | 3,87     | 21     | 5,14     | -      | -        | -      | -        | -      | -        |
| Total sièges | Total sièges              | 79     | 79       | 83     | 83       | 83     | 83       | 83     | 83       | 83     | 83       |

Note :
1 Representative Party of Alberta

## Depuis 2000
| Parti        | Parti                     | 2001   | 2001     | 2004   | 2004     | 2008   | 2008     | 2012   | 2012     | 2015   | 2015     |
| ------------ | ------------------------- | ------ | -------- | ------ | -------- | ------ | -------- | ------ | -------- | ------ | -------- |
| Parti        | Parti                     | Sièges | Voix (%) | Sièges | Voix (%) | Sièges | Voix (%) | Sièges | Voix (%) | Sièges | Voix (%) |
|              | Progressiste-conservateur | 74     | 61,91    | 62     | 46,80    | 72     | 52,72    | 61     | 43,95    | 10     | 27,77    |
|              | NPD                       | 2      | 8,03     | 4      | 10,20    | 2      | 8,48     | 4      | 9,82     | 54     | 40,58    |
|              | Libéral                   | 7      | 27,33    | 16     | 29,39    | 9      | 26,43    | 5      | 9,89     | 1      | 4,18     |
|              | Wildrose (Alliance)       | -      | -        | 1      | 8,70     | -      | 6,78     | 17     | 34,29    | 21     | 24,22    |
|              | Parti de l'Alberta        | -      | -        | -      | -        | -      | -        | -      | 1,33     | 1      | 2,28     |
| Total sièges | Total sièges              | 83     | 83       | 83     | 83       | 83     | 83       | 87     | 87       | 87     | 87       |

### Politique de l'Alberta
- Politique de l'Alberta
- Premiers ministres de l'Alberta
- Assemblée législative de l'Alberta

## Source
- (en) Elections Alberta